# Пеласг (Аргос)
Вижте пояснителната страница за други значения на Пеласг.
Пеласг, наричан също Геланор (на старогръцки: Πελασγός, Pelasgos; Pelasgós, Pélasgos; Gelanor) в древногръцката митология е цар на Аргос през 15 век пр.н.е. Син е на Стенел. Брат е на Псамата и внук на Кротоп. Той е Инахид, потомък на речния бог Инах. Баща е на Лариса, за която строи акропол в Аргос.
Когато Посейдон наказва страната със суша, понеже предпочитали Хера, в Аргос пристига цар Данай, преследван от брат му близнак Египт (Aigyptos) и неговите 50 сина. Пеласг посреща на морския бряг Данай и неговите 50 дъщери, Данаидите. Данаидите научили жителите на Аргос как да напояват.
Данай изявява претенции за трона, понеже е потомък на Ио и също Инахид като Пеласг. По време на изборите населението не успява да вземе решение и отлага това. На другата сутрин един вълк напада стадо от крави и убива водача на стадото. В това жителите виждат знак и избират за цар чуждия Данай, който не е от Аргивите.